# Þríhyrningur (kulle)
Þríhyrningur är en kulle i republiken Island. Den ligger i regionen Norðurland eystra, 300 km nordost om huvudstaden Reykjavík. Toppen på Þríhyrningur är 583 meter över havet.
Trakten runt Þríhyrningur är nära nog obefolkad, med mindre än två invånare per kvadratkilometer. Det finns inga samhällen i närheten.